# Ravin Jiawan
Ravin Jiawan, voornaam ook geschreven als 'Rawin' (circa 1977/1978), is een Surinaams bestuurder. Hij was districtscommissaris van Wanica en Saramacca. 

## Biografie
Jiawan is een zoon van Charles Pahlad. Zijn vader was rond 2011 ondervoorzitter van de Nationale Democratische Partij (NDP) en lid van De Nationale Assemblée. Jiawan studeerde vanaf 1999 bestuurskunde aan de Anton de Kom Universiteit en sloot deze in 2008 af met een mastergraad. Hij deed zijn studie grotendeels naast zijn werk voor diverse werkgevers in de particuliere sector. Van 2009 tot 2011 was hij districtsadministrateur voor Paramaribo-Zuidwest.
Hij werd in januari 2011 op voordracht van de NDP geïnstalleerd als districtscommissaris (dc) van Wanica. Bij de plechtigheid merkte hij op dat Bas Ahmadali een groot leermeester voor hem was. Ahmadali was belast met het Decentralisatie Programma (DLGP) en hielp Jiawan later dat jaar bij de uitvoering van het eerste miljoenencontract voor een wegenproject dat in Wanica in eigen beheer werd gedaan. Nadat zijn vader in een interne NDP-strijd in Wanica op een zijspoor werd gezet, werd ook Jiawans positie wankel.
Medio april 2014 vond er een reshuffling plaats waarin Jiawan werd overgeplaatst naar het district Saramacca. Hier werd hij in februari 2015 vervangen door Laksmienarain Doebay. Hoewel er officieel geen verklaring voor gegeven werd, werd zijn ontslag als dc in verband gebracht met de overstap van zijn vader naar de Vooruitstrevende Hervormings Partij (VHP). In 2018 was Jiawan zelf inmiddels ook overgestapt naar de VHP.